# Ryssnorska
Ryssnorska (norska: russenorsk eller russonorsk, ryska: руссено́рск, руссоно́рск) var ett pidginspråk som användes i norra Norge och nordvästra Ryssland under ca 140 år, fram till och med första världskriget och ryska revolutionen. Språket var främst uppbyggt av norska och ryska, men även inslag från andra språk fanns.
Ryssnorskans ordförråd var kraftigt begränsat och rörde framför allt fiske, handel och väder. Totalt finns cirka 400 ord dokumenterade, varav samtliga finns samlade i appendixet hos Broch & Jahr (1981). Av orden kom ca 50 % från norska, 40 % från ryska och resten från andra språk såsom engelska, holländska, plattyska, finska, kvänska, samiska och svenska.
I de södra lappmarkerna fanns ett annat pidginspråk som kallades för borgarmålet.

## Exempel på ryssnorska
- Kak sprek? = Vad säger (du)? (första ordet från ryska, andra från norska)
- Moja njet forsto = Jag förstår inte (första två orden från ryska, tredje från norska)
- Å råbbåte = Att arbeta (från ryskans работать rabotat)
- Klæba = Bröd (från ryskans хлеб chleb)